# Château de Mornay
Pour les articles homonymes, voir Mornay.
Le château de Mornay est situé en Charente-Maritime, sur la commune de Saint-Pierre-de-l'Isle.

## Historique
Le premier seigneur aurait été Pierre Pastureau au XVe siècle, père de Guillaume Patureau de Mornay (1466 - 1534), second seigneur du lieu.

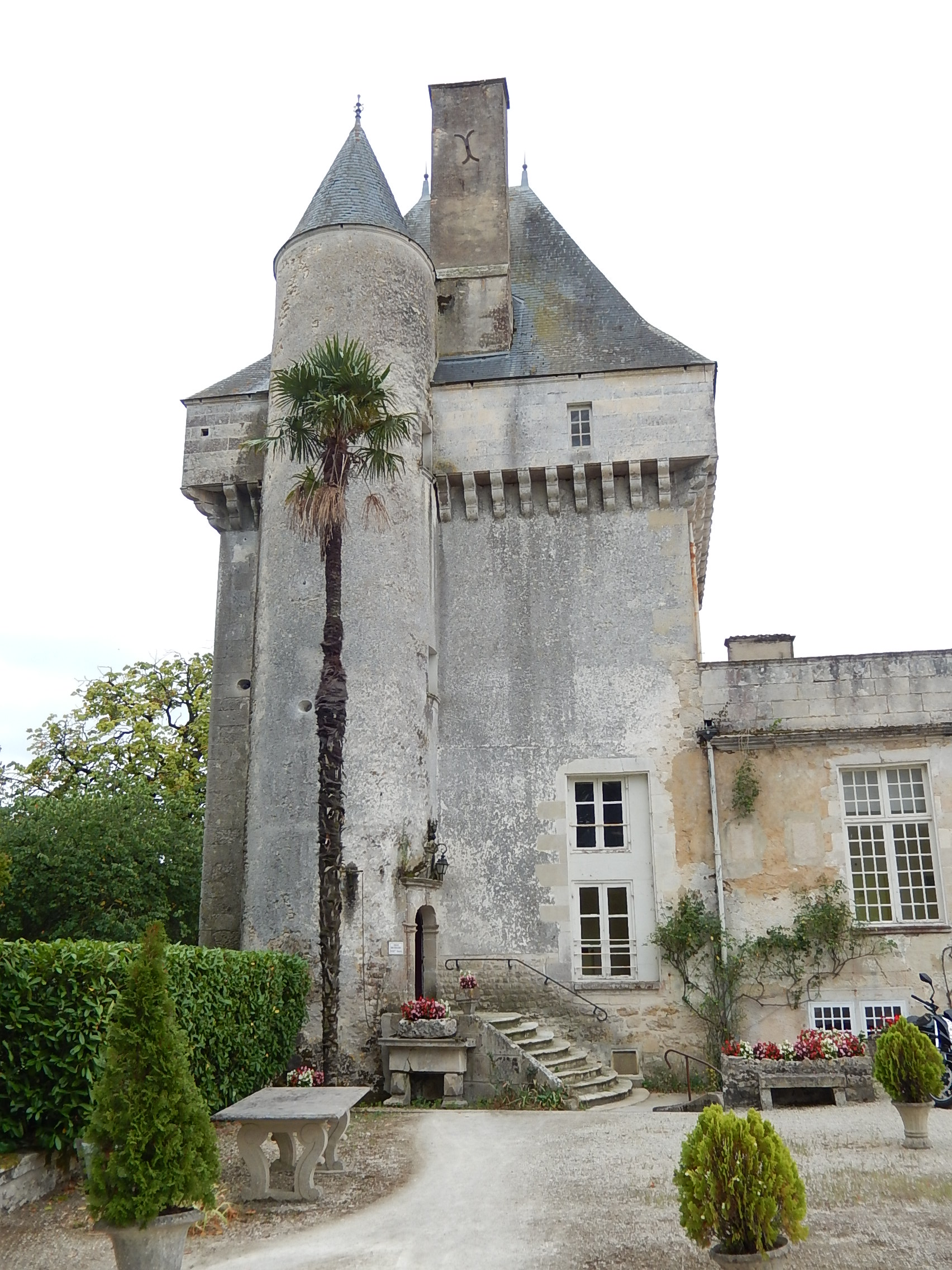
La tour Richelieu du château de Mornay (XVIIe siècle).

Le château a été reconstruit vers 1642 (date pour laquelle une gabare a disparu avec sa cargaison destinée à la construction du château de Mornay).
Il fut l'objet de nombreuses ventes dont les actes nous donnent une bonne description.
En l'an VI, il est acquis par Jean-Joseph Gast, seigneur des Gardes, ancien garde de la Porte du Roi et fils d'un négociant de La Rochelle propriétaire de l'hôtel Leclerc, et son épouse Marie Marguerite Carayon (fille de Jacques Carayon et petite-fille de Jacques Rasteau).
Entre deux grosses tours à mâchicoulis du XVIe siècle se déploie une galerie. Celle-ci a été peinte au cours du XVIIe siècle d'une série de scènes mythologiques inspirées des Métamorphoses d'Ovide, non sans rappeler celle, du XVIe siècle, du château d'Oiron. Au XIXe siècle ces peintures étaient attribuées au jeune Nicolas Poussin, ce qui leur avait donné une certaine renommée. Cette attribution est fausse, la qualité des peintures n'étant pas (d'après les photos qui subsistent) d'une qualité suffisante, et surtout la chronologie de Poussin étant incompatible avec sa présence dans la région.
Les autres pièces furent meublées et aménagées au XVIIIe siècle, on y conservait des cartons de tapisserie par François Boucher.
En 1947 les peintures de la galerie et les appartements sont détruits par un incendie.
Le château est vendu en 1949 et devient une maison de repos et de convalescence.
Le château, sa porterie, la tour du Chardon et le parc font l’objet d’une inscription au titre des monuments historiques depuis le 22 août 1949.
Le château de Mornay accueille aujourd'hui des chambres d'hôtes, des activités de réception et des séminaires.

## Architecture

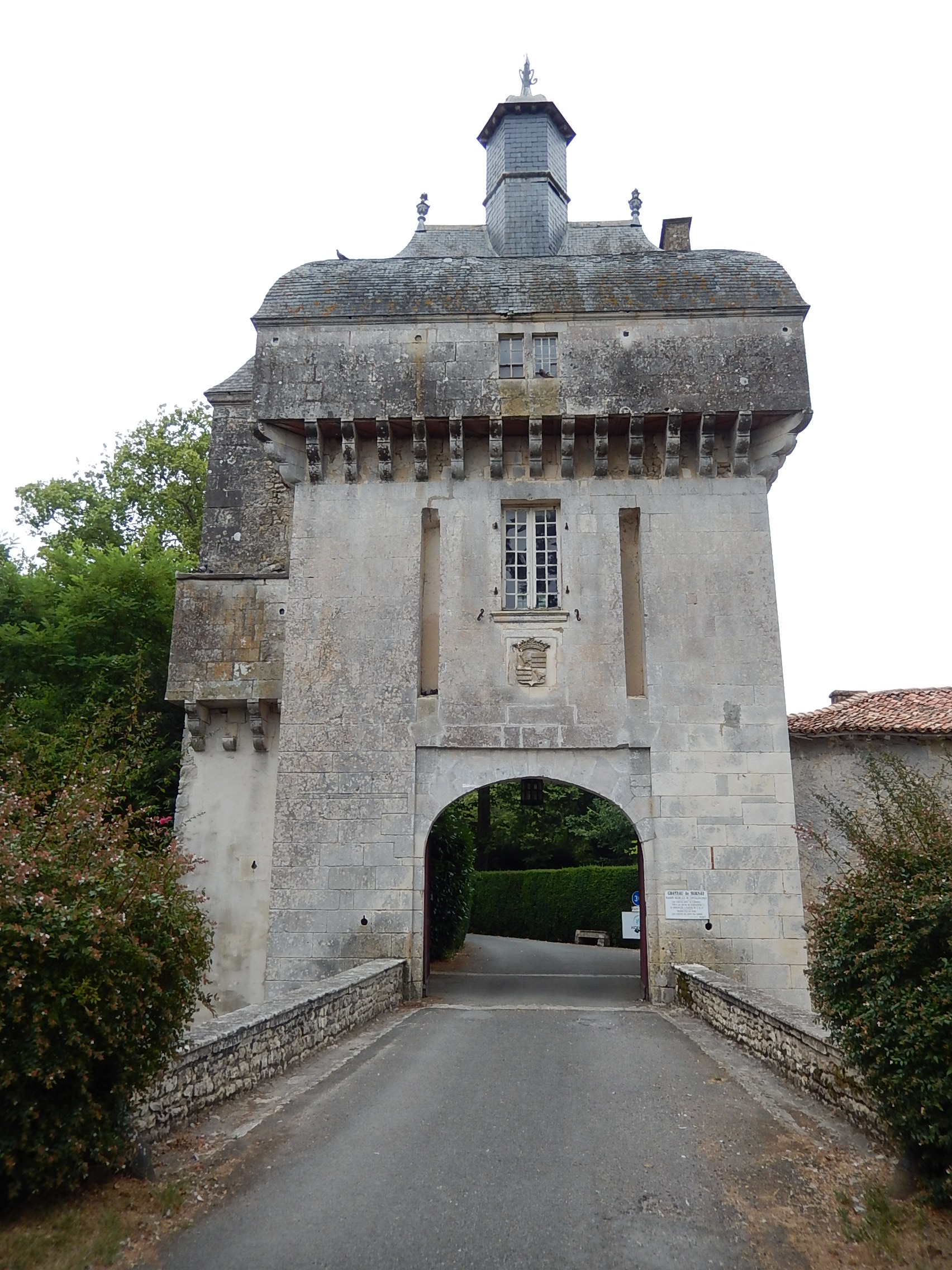
La tour impériale du château de Mornay (XVIe siècle).

Un châtelet d'entrée précède le château.
Le logis construit au XVIIe siècle, entouré de douves, aurait été prévu en U et resté inachevé, ce qui n'est pas certain. Le logis est donc un bâtiment en L flanqué de deux pavillons fortifiés.
Les sous-sols du château présentent des croisées d'ogives qui posent la question d'une longue tradition gothique en Poitou ou de fondations plus anciennes.
La « tour du chardon », isolée des autres constructions, est semblable aux tours-refuges du XVIe siècle.

## Parc et jardin

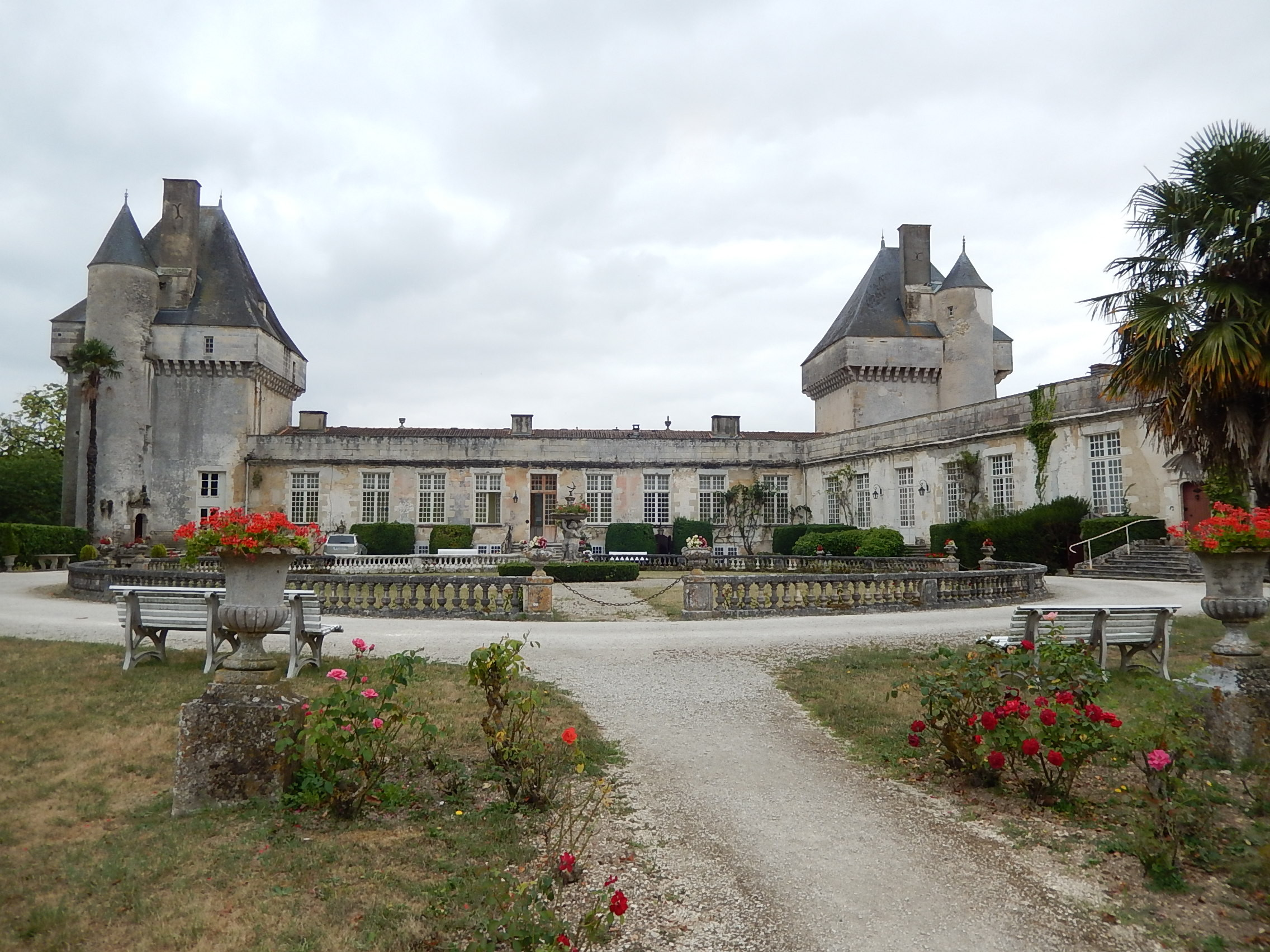
Une partie des jardins du château.

Le parc se prolonge le long de la rivière Boutonne par la « peupleraie » plantée aussi d'aulnes, de charmes et de frênes. Certains des arbres du parc, remarquables par leur taille et leur âge, sont classés.
Les parcours sont jalonnés de statues du XVIIIe siècle et du XIXe siècle: Diane Chasseresse, une copie du Faune Borghèse, des bustes féminins. Dans le verger se dresse un obélisque. Il subsiste aussi un ancien pavillon du XVe siècle, dit « Tour du chardon » à cause de la forme de son épi de faîtage en plomb.
Le parc a été inscrit monument historique le 22 août 1942 et il est inscrit au pré-inventaire des jardins remarquables.

## Visites
La visite du parc est autorisée tous les jours de 14h30 à 18h30.